# Play
"Play" je drugi singl objavljen s drugog studijskog albuma J. Lo američke pjevačice Jennifer Lopez, a objavljen je 24. travnja 2001. u izdanju diskografske kuće Epic Records.

## O pjesmi
Na pjesmi se u Jennifer Lopez pojavljuje i američka R&B pjevačica Christina Milian. Korejska grupa Baby V.O.X je obradila pjesmu 2004. za njihov sedmi album Ride West. Pjesma je imala usrednji uspjeh na top ljestvicama, a najveći uspjeh je postigla u Kanadi došavši na peto mjesto tamošnje ljestvice singlova.

## Popis pjesama

### CD 1
1. "Play" (Radio Edit)
2. "Play" (Full Intention Mix Radio)
3. "Play" (Artful Dodger Mix)
4. "Play" (Thunderpuss Club Mix)
5. "Play" (The Genie Mix)
6. "Love Don't Cost a Thing" (Main Rap #1 featuring Puffy)

### CD 2
1. "Play"
2. "Play" (Full Intention Mix Radio)
3. "Love Don't Cost a Thing" (Main Rap #1 featuring Puffy)
4. "Play" (video)

## Videospot
Videopot za pjesmu "Play" je snimljen 2001. godine pod redateljskom palicom Crisa Judda. Na početku videa Jennifer šeće avionom, a mnogi putnici bulje u nju. Nadalje je Jennifer prikazana u raznim dijelovima aviona. Na kraju videa se Jennifer nalazi na zabavi gdje DJ pušta njenu pjesmu.

## Top ljestvice
| Ljestvice(2001)                   | Najviša pozicija |
| --------------------------------- | ---------------- |
| Australija                        | 14               |
| Austrija                          | 21               |
| Belgija (Flandrija)               | 10               |
| Belgija (Valonija)                | 8                |
| Kanada                            | 5                |
| Danska                            | 19               |
| Nizozemska                        | 7                |
| Europa                            | 6                |
| Finska                            | 10               |
| Francuska                         | 20               |
| Njemačka                          | 19               |
| Irska                             | 10               |
| Italija                           | 8                |
| Novi Zeland                       | 7                |
| Norveška                          | 12               |
| Švedska                           | 10               |
| Švicarska                         | 10               |
| UK                                | 3                |
| SAD Billboard Hot 100             | 18               |
| SAD Billboard Hot Dance Club Play | 2                |

## Certifikacije
| Država     | Certifikacije | Prodaja |
| ---------- | ------------- | ------- |
| Australija | zlatna        | 35.000  |